# Larry Kulick

Bischofswappen von Larry James Kulick

Larry James Kulick (* 24. Februar 1966 in Natrona Heights, Pennsylvania) ist ein US-amerikanischer Geistlicher und römisch-katholischer Bischof von Greensburg.

## Leben
Larry Kulick studierte Philosophie und Katholische Theologie am Saint Vincent Seminary in Latrobe. Er empfing am 16. Mai 1992 durch den Bischof von Greensburg, Anthony Gerard Bosco, das Sakrament der Priesterweihe.
Von 1992 bis 1995 war Kulick Pfarrvikar der Blessed Sacrament Cathedral in Greensburg und von 1995 bis 1997 Pfarrvikar der Pfarrei Immaculate Conception in Irwin, bevor er Pfarrer der Pfarrei Good Shepherd in Kent wurde. Von 2004 bis 2008 war er als Pfarrer der Pfarrei Saint Joseph in New Kensington tätig. Anschließend war Kulick Zeremoniar. 2012 erwarb er an der Katholischen Universität von Amerika in Washington, D.C. ein Lizenziat im Fach Kanonisches Recht. Im gleichen Jahr wurde er Generalvikar, Moderator der bischöflichen Kurie, Richter und Ehebandverteidiger am Kirchengericht des Bistums Greensburg sowie Pfarrer der Pfarrei Saint James in New Alexandria. Ab 15. September 2020 war Kulick zudem Diözesanadministrator des vakanten Bistums Greensburg.
Am 18. Dezember 2020 ernannte ihn Papst Franziskus zum Bischof von Greensburg. Der Erzbischof von Philadelphia, Nelson Jesus Perez, spendete ihm am 11. Februar 2021 in der Blessed Sacrament Cathedral in Greensburg die Bischofsweihe; Mitkonsekratoren waren der Bischof von Cleveland, Edward Malesic, und der emeritierte Bischof von Greensburg, Lawrence Eugene Brandt.